# Championnat d'Europe de futsal 1996
Navigation
Grenade 1999
Le Tournoi de futsal de l'UEFA 1996 est reconnu comme la première édition du Championnat d'Europe de futsal de l'UEFA. Le tournoi a lieu à Cordoue (Espagne) et se déroulée du 8 au 14 janvier 1996.
Fin octobre 1995, les sélections nationales de 17 pays participent à une phase de qualification, dans le but de désigner les cinq équipes pouvant prendre part au tournoi final en compagnie de l'Espagne, qualifiée d'office en tant que pays organisateur.
La compétition est remportée par l'équipe du pays hôte, après une victoire en finale contre la Russie (5-3). La Belgique prend la troisième place devant l'Italie.
En 1997, le Comité exécutif de l'UEFA décide le lancer son Euro de futsal tous les deux ans.

## Organisation

### Équipes qualifiées
En 1995, l'UEFA confie à trois associations membres (Belgique, Italie et Pays-Bas) l'organisation de trois tournois qualificatifs (avec 17 équipes européennes engagées). Les vainqueurs de ces tournois, les deux meilleurs deuxièmes et l'Espagne, pays hôte, décrochent leur billet pour le tournoi européen de Futsal. Ces six équipes se qualifient dans le même temps pour le troisième Championnat du monde de futsal de la FIFA.
| Équipe nationale | Mode de qualification             | Année de création |
| ---------------- | --------------------------------- | ----------------- |
| Belgique         | 2e du Tournoi en Belgique         | 1977              |
| Espagne          | hôte                              | 1982              |
| Italie           | 2e du Tournoi en Italie           | 1984              |
| Pays-Bas         | vainqueur du Tournoi aux Pays-Bas | 1977              |
| Russie           | vainqueur du Tournoi en Belgique  | 1992              |
| Ukraine          | vainqueur du Tournoi en Italie    | 1994              |

Sur les 17 participants aux trois groupes de qualification, l'équipe de Belgique, des Pays-Bas, de Russie, d'Italie et d'Ukraine se qualifient pour rejoindre celle d'Espagne, pays hôte, en phase finale à Cordoue du 8 au 14 janvier 1996. Les six équipes se hissent ensuite toute en quarts de finale de la Coupe du monde cette année-là à Barcelone.

### Ville et salle retenues
Toute la compétition se déroule dans le Pabellón Vista Alegre (es) de Cordoue. La salle peut accueillir entre 3 500 et 4 000 spectateurs.
| Aréna    | Pabellón Vista Alegre |
| -------- | --------------------- |
| Image    |                       |
| Ville    | Cordoue               |
| Capacité | 4 000                 |

### Format
Pour le premier tour les six équipes sont séparées en deux groupes de trois, disputé en tournoi toutes rondes. Les deux premiers accèdent aux demi-finales de la phase à élimination directe.

## Phase de groupe

### Groupe A
Dans le Groupe A, l'Espagne s'impose 2-1 sur la Belgique qui bat ensuite les Pays-Bas 2-0 et se qualifie pour les demi-finales. Les hôtes les rejoignent en tant que premiers du groupe, après leur nul 2-2 avec les Pays-Bas.
| Rang | Équipe   | Pts | J | G | N | P | Bp | Bc | Diff |
| ---- | -------- | --- | - | - | - | - | -- | -- | ---- |
| 1    | Espagne  | 4   | 2 | 1 | 1 | 0 | 4  | 3  | +1   |
| 2    | Belgique | 3   | 2 | 1 | 0 | 1 | 3  | 2  | +1   |
| 3    | Pays-Bas | 1   | 2 | 0 | 1 | 1 | 2  | 4  | -2   |

| Journée 1                  | Espagne                                      | 2-1     | Belgique                                                      | | |
| 8 janvier 1996 19:45 UTC+1 | Vicente Martínez Bas 20e · Paulo Roberto 33e |         | 36e Youssef El Guir                                           | PMD Vista Alegre, Cordoue Arbitrage : Lars Gerner (DEN) Arbitres assistants : * 2e arbitre : Stefan Tivold (SVN) * 3e arbitre : Joaquim Jose Bento Marques (POR) * chronométreur : Alexis Ponnet (BEL) * délégué UEFA : Tom van der Hulst (NED) | PMD Vista Alegre, Cordoue Arbitrage : Lars Gerner (DEN) Arbitres assistants : * 2e arbitre : Stefan Tivold (SVN) * 3e arbitre : Joaquim Jose Bento Marques (POR) * chronométreur : Alexis Ponnet (BEL) * délégué UEFA : Tom van der Hulst (NED) |
| 8 janvier 1996 19:45 UTC+1 | Vicente Martínez Bas 22e                     | rapport | 03e Youssef El Guir · 10e Stefan Goossens · 30e Herman Beyers | PMD Vista Alegre, Cordoue Arbitrage : Lars Gerner (DEN) Arbitres assistants : * 2e arbitre : Stefan Tivold (SVN) * 3e arbitre : Joaquim Jose Bento Marques (POR) * chronométreur : Alexis Ponnet (BEL) * délégué UEFA : Tom van der Hulst (NED) | PMD Vista Alegre, Cordoue Arbitrage : Lars Gerner (DEN) Arbitres assistants : * 2e arbitre : Stefan Tivold (SVN) * 3e arbitre : Joaquim Jose Bento Marques (POR) * chronométreur : Alexis Ponnet (BEL) * délégué UEFA : Tom van der Hulst (NED) |

| Journée 2                  | Pays-Bas                                | 0-2     | Belgique                                                   | | |
| 9 janvier 1996 17:45 UTC+1 |                                         |         | 18e Benjamin Meurs · 40e Stefan Goossens                   | PMD Vista Alegre, Cordoue Arbitrage : Joaquim Jose Bento Marques (POR) Arbitres assistants : * 2e arbitre : Sándor Piller (HUN) * 3e arbitre : Charles Schaack (LUX) * chronométreur : Alexis Ponnet (BEL) * délégué UEFA : Sándor Berzi (HUN) | PMD Vista Alegre, Cordoue Arbitrage : Joaquim Jose Bento Marques (POR) Arbitres assistants : * 2e arbitre : Sándor Piller (HUN) * 3e arbitre : Charles Schaack (LUX) * chronométreur : Alexis Ponnet (BEL) * délégué UEFA : Sándor Berzi (HUN) |
| 9 janvier 1996 17:45 UTC+1 | Moestafa Talha 19e · Edwin Grünholz 34e | rapport | 13e Herman Beyers · 26e Pasquale Cocco · 33e Tim Vergauwen | PMD Vista Alegre, Cordoue Arbitrage : Joaquim Jose Bento Marques (POR) Arbitres assistants : * 2e arbitre : Sándor Piller (HUN) * 3e arbitre : Charles Schaack (LUX) * chronométreur : Alexis Ponnet (BEL) * délégué UEFA : Sándor Berzi (HUN) | PMD Vista Alegre, Cordoue Arbitrage : Joaquim Jose Bento Marques (POR) Arbitres assistants : * 2e arbitre : Sándor Piller (HUN) * 3e arbitre : Charles Schaack (LUX) * chronométreur : Alexis Ponnet (BEL) * délégué UEFA : Sándor Berzi (HUN) |

| Journée 3                   | Espagne                                        | 2-2     | Pays-Bas                                 | | |
| 10 janvier 1996 19:00 UTC+1 | Paulo Roberto 13e · Antonio Sánchez García 19e |         | 29e Hendrik Leatemia · 37e John De Bever | PMD Vista Alegre, Cordoue Arbitrage : Stefan Tivold (SVN) Arbitres assistants : * 2e arbitre : Bohdan Benedik (SVK) * chronométreur : Alexis Ponnet (BEL) * délégué UEFA : Sándor Berzi (HUN) | PMD Vista Alegre, Cordoue Arbitrage : Stefan Tivold (SVN) Arbitres assistants : * 2e arbitre : Bohdan Benedik (SVK) * chronométreur : Alexis Ponnet (BEL) * délégué UEFA : Sándor Berzi (HUN) |
| 10 janvier 1996 19:00 UTC+1 | Javi Sánchez 22e · Julio García Mera 28e       | rapport | 12e John Keur · 37e John De Bever        | PMD Vista Alegre, Cordoue Arbitrage : Stefan Tivold (SVN) Arbitres assistants : * 2e arbitre : Bohdan Benedik (SVK) * chronométreur : Alexis Ponnet (BEL) * délégué UEFA : Sándor Berzi (HUN) | PMD Vista Alegre, Cordoue Arbitrage : Stefan Tivold (SVN) Arbitres assistants : * 2e arbitre : Bohdan Benedik (SVK) * chronométreur : Alexis Ponnet (BEL) * délégué UEFA : Sándor Berzi (HUN) |

### Groupe B
Dans le Groupe B, la Russie bat l'Ukraine 3-2 et l'Italie 5-1 tandis que les Azzurri prennent la deuxième place grâce à leur succès 6-3 contre l'Ukraine.
| Rang | Équipe  | Pts | J | G | N | P | Bp | Bc | Diff |
| ---- | ------- | --- | - | - | - | - | -- | -- | ---- |
| 1    | Russie  | 6   | 2 | 2 | 0 | 0 | 8  | 3  | +5   |
| 2    | Italie  | 3   | 2 | 1 | 0 | 1 | 7  | 8  | -1   |
| 3    | Ukraine | 0   | 2 | 0 | 0 | 2 | 5  | 9  | -4   |

| Journée 1                  | Russie                                                            | 3-2     | Ukraine                                  | | |
| 8 janvier 1996 21:30 UTC+1 | Dmitri Gorine 13e · Konstantin Eremenko 15e · Temur Alekberov 36e |         | 27e Yuriy Usakovskyy · 34e Oleg Bezuglyy | PMD Vista Alegre, Cordoue Arbitrage : Sándor Piller (HUN) Arbitres assistants : * 2e arbitre : Charles Schaack (LUX) * 3e arbitre :Joaquim Jose Bento Marques (POR) * chronométreur : Alexis Ponnet (BEL) * délégué UEFA : Petr Fousek (CZE) | PMD Vista Alegre, Cordoue Arbitrage : Sándor Piller (HUN) Arbitres assistants : * 2e arbitre : Charles Schaack (LUX) * 3e arbitre :Joaquim Jose Bento Marques (POR) * chronométreur : Alexis Ponnet (BEL) * délégué UEFA : Petr Fousek (CZE) |
| 8 janvier 1996 21:30 UTC+1 | Valeri Lennikov 30e                                               | rapport |                                          | PMD Vista Alegre, Cordoue Arbitrage : Sándor Piller (HUN) Arbitres assistants : * 2e arbitre : Charles Schaack (LUX) * 3e arbitre :Joaquim Jose Bento Marques (POR) * chronométreur : Alexis Ponnet (BEL) * délégué UEFA : Petr Fousek (CZE) | PMD Vista Alegre, Cordoue Arbitrage : Sándor Piller (HUN) Arbitres assistants : * 2e arbitre : Charles Schaack (LUX) * 3e arbitre :Joaquim Jose Bento Marques (POR) * chronométreur : Alexis Ponnet (BEL) * délégué UEFA : Petr Fousek (CZE) |

| Journée 2                  | Italie                                                                                     | 6-3     | Ukraine                                                        | | |
| 9 janvier 1996 19:45 UTC+1 | Massimo Riscino 2e · Gianni Faiola 13e, 31e · Massimo Quattrini 25e, 25e · Andrea Fama 30e |         | 19e Igor Moskvychov · 30e Oleg Bezuglyy · 40e Serhiy Fedorenko | PMD Vista Alegre, Cordoue Arbitrage : Bohdan Benedik (SVK) Arbitres assistants : * 2e arbitre : Lars Gerner (DEN) * chronométreur : Alexis Ponnet (BEL) * délégué UEFA : Petr Fousek (CZE) | PMD Vista Alegre, Cordoue Arbitrage : Bohdan Benedik (SVK) Arbitres assistants : * 2e arbitre : Lars Gerner (DEN) * chronométreur : Alexis Ponnet (BEL) * délégué UEFA : Petr Fousek (CZE) |
| 9 janvier 1996 19:45 UTC+1 | Gianni Faiola 36e                                                                          | rapport | 29e Taras Vonyarkha                                            | PMD Vista Alegre, Cordoue Arbitrage : Bohdan Benedik (SVK) Arbitres assistants : * 2e arbitre : Lars Gerner (DEN) * chronométreur : Alexis Ponnet (BEL) * délégué UEFA : Petr Fousek (CZE) | PMD Vista Alegre, Cordoue Arbitrage : Bohdan Benedik (SVK) Arbitres assistants : * 2e arbitre : Lars Gerner (DEN) * chronométreur : Alexis Ponnet (BEL) * délégué UEFA : Petr Fousek (CZE) |

| Journée 3                   | Russie                                                                      | 5-1     | Italie                                                       | | |
| 10 janvier 1996 17:00 UTC+1 | Konstantin Eremenko 15e, 19e, 20e · Alexei Kisselev 17e · Arkadiy Belyy 40e |         | 36e Massimo Quattrini                                        | PMD Vista Alegre, Cordoue Arbitrage : Charles Schaack (LUX) Arbitres assistants : * 2e arbitre : Joaquim Jose Bento Marques (POR) * chronométreur : Alexis Ponnet (BEL) * délégué UEFA : Tom van der Hulst (NED) | PMD Vista Alegre, Cordoue Arbitrage : Charles Schaack (LUX) Arbitres assistants : * 2e arbitre : Joaquim Jose Bento Marques (POR) * chronométreur : Alexis Ponnet (BEL) * délégué UEFA : Tom van der Hulst (NED) |
| 10 janvier 1996 17:00 UTC+1 | Konstantin Eremenko 09e · Ilya Samokhin 17e · Dmitri Eremine 38e            | rapport | 18e Andrea Piccinini · 30e Alfredo Esposito · 31e Ivano Roma | PMD Vista Alegre, Cordoue Arbitrage : Charles Schaack (LUX) Arbitres assistants : * 2e arbitre : Joaquim Jose Bento Marques (POR) * chronométreur : Alexis Ponnet (BEL) * délégué UEFA : Tom van der Hulst (NED) | PMD Vista Alegre, Cordoue Arbitrage : Charles Schaack (LUX) Arbitres assistants : * 2e arbitre : Joaquim Jose Bento Marques (POR) * chronométreur : Alexis Ponnet (BEL) * délégué UEFA : Tom van der Hulst (NED) |

## Phase à élimination directe

### Tableau
|  | Demi-finales            | Demi-finales            |                        |   | Finale                  | Finale                  |
|  | Demi-finales            | Demi-finales            |                        |   | Finale                  | Finale                  |
|  |                         |                         |                        |   |                         |                         |
|  | 12 janvier 1996 à 17h45 | 12 janvier 1996 à 17h45 |                        |   | 14 janvier 1996 à 12h00 | 14 janvier 1996 à 12h00 |
|  | 12 janvier 1996 à 17h45 | 12 janvier 1996 à 17h45 |                        |   | 14 janvier 1996 à 12h00 | 14 janvier 1996 à 12h00 |
|  | Espagne                 | 4                       |                        |   | 14 janvier 1996 à 12h00 | 14 janvier 1996 à 12h00 |
|  | Espagne                 | 4                       |                        |   | 14 janvier 1996 à 12h00 | 14 janvier 1996 à 12h00 |
|  | Italie                  | 1                       |                        |   | 14 janvier 1996 à 12h00 | 14 janvier 1996 à 12h00 |
|  | Italie                  | 1                       | Espagne                | 5 |                         |                         |
|  | 12 janvier 1996 à 19h45 |                         | Espagne                | 5 |                         |                         |
|  |                         | Russie                  | 3                      |   |                         |                         |
|  | Belgique                | Russie                  | 3                      | 2 |                         |                         |
|  | Belgique                |                         |                        | 2 |                         |                         |
|  | Russie                  | 6                       |                        |   |                         |                         |
|  | Russie                  | 6                       | Match pour la 3e place |   |                         |                         |
|  |                         |                         |                        |   |                         |                         |
|  | 13 janvier 1996 à 19h00 |                         |                        |   |                         |                         |
|  |                         |                         |                        |   |                         |                         |
|  | Italie                  | 2                       |                        |   |                         |                         |
|  | Italie                  | 2                       |                        |   |                         |                         |
|  | Belgique                | 3 ap                    |                        |   |                         |                         |
|  | Belgique                | 3 ap                    |                        |   |                         |                         |

### Demi-finales
En demi-finales, l'Espagne bat l'Italie 4-1 et la Russie s'impose sur la Belgique 6-2.
| 12 janvier 1996 | Russie                                             | 6 - 2 | Belgique                |                                                     |                                                     |
| 17:45 CET       | Gorin 1re 15e · Kiselëv 14e 28e · Eremenko 31e 38e | (3-2) | 11e Cocco · 20e Claesen | PMD Vista Alegre, Cordoue Arbitrage : Stefan Tivold | PMD Vista Alegre, Cordoue Arbitrage : Stefan Tivold |
| 17:45 CET       | rapport                                            |       |                         | PMD Vista Alegre, Cordoue Arbitrage : Stefan Tivold | PMD Vista Alegre, Cordoue Arbitrage : Stefan Tivold |

| 12 janvier 1996 | Espagne                                                     | 4 - 1 | Italie     |                                                   |                                                   |
| 19:45 CET       | Vicentín 4e · Paulo Roberto 17e 31e · Julio García Mera 39e | (2-0) | 40e Caleca | PMD Vista Alegre, Cordoue Arbitrage : Lars Gerner | PMD Vista Alegre, Cordoue Arbitrage : Lars Gerner |
| 19:45 CET       | rapport                                                     |       |            | PMD Vista Alegre, Cordoue Arbitrage : Lars Gerner | PMD Vista Alegre, Cordoue Arbitrage : Lars Gerner |

### Matchs pour la3eplace et5eplace
Les Belges battent l'Italie 3-2 dans la petite finale, et l'Ukraine termine cinquième devant les Pays-Bas après sa victoire 4-3.
| 5e place                  | Pays-Bas                           | 3 - 4 ap        | Ukraine                                                   |                                                                  |                                                                  |
| 13 janvier 1996 17:00 CET | de Bever 9e · Roest 21e · Merk 25e | (1-2, 3-3, 3-4) | 17e (aut.) Leatemia · 20e Usakovs'kyj · 23e 43e Moskvyčov | PMD Vista Alegre, Cordoue Arbitrage : Joaquim Jose Bento Marques | PMD Vista Alegre, Cordoue Arbitrage : Joaquim Jose Bento Marques |
| 13 janvier 1996 17:00 CET | rapport                            |                 |                                                           | PMD Vista Alegre, Cordoue Arbitrage : Joaquim Jose Bento Marques | PMD Vista Alegre, Cordoue Arbitrage : Joaquim Jose Bento Marques |

| 3e place                  | Italie                  | 2 - 3 ap        | Belgique                           |                                                     |                                                     |
| 13 janvier 1996 19:00 CET | Bearzi 12e · Caleca 40e | (1-1, 2-2, 2-2) | 11e Cocco · 23e Beyers · 49e Meurs | PMD Vista Alegre, Cordoue Arbitrage : Charles Shaak | PMD Vista Alegre, Cordoue Arbitrage : Charles Shaak |
| 13 janvier 1996 19:00 CET | rapport                 |                 |                                    | PMD Vista Alegre, Cordoue Arbitrage : Charles Shaak | PMD Vista Alegre, Cordoue Arbitrage : Charles Shaak |

### Finale
| 14 janvier 1996 | Espagne                                      | 5 - 3 | Russie                         |                                                                                   |                                                                                   |
| 12:00 CET       | Vicentín 12e 28e 28e 34e · Paulo Roberto 20e | (2-1) | 20e Kiselëv · 23e 33e Eremenko | PMD Vista Alegre, Cordoue Arbitrage : Sándor Piller, Lars Gerner et Alexis Ponnet | PMD Vista Alegre, Cordoue Arbitrage : Sándor Piller, Lars Gerner et Alexis Ponnet |
| 12:00 CET       | rapport                                      |       |                                | PMD Vista Alegre, Cordoue Arbitrage : Sándor Piller, Lars Gerner et Alexis Ponnet | PMD Vista Alegre, Cordoue Arbitrage : Sándor Piller, Lars Gerner et Alexis Ponnet |

Le grand artisan de la victoire espagnole est Vicente Martínez Bas, qui inscrit quatre des cinq buts de la finale, remportée face aux Russes,.

## Classements et récompense

### Classement final
| Rang      | Équipe   | Pts    | MJ | G | N | P | Bp | Bc | Diff. |
| --------- | -------- | ------ | -- | - | - | - | -- | -- | ----- |
| champion  | Espagne  | 10 pts | 4  | 3 | 1 | - | 13 | 7  | +6    |
| finaliste | Russie   | 9 pts  | 4  | 3 | - | 1 | 17 | 10 | +7    |
| troisième | Belgique | 6 pts  | 4  | 2 | - | 2 | 8  | 10 | -2    |
| 4e        | Italie   | 3 pts  | 4  | 1 | - | 3 | 10 | 15 | -5    |
| 5e        | Ukraine  | 3 pts  | 3  | 1 | - | 2 | 9  | 12 | -3    |
| 6e        | Pays-Bas | 1 pt   | 3  | - | 1 | 2 | 5  | 8  | -3    |

### Liste des buteurs
Le décompte ne comprend que les buts marqués lors de la phase finale.
8 buts
- Konstantin Eremenko

6 buts
- Vicente Martínez Bas

5 buts
- Paulo Roberto

4 buts
- Alexei Kisselev

3 buts
- Massimo Quattrini
- Dmitri Gorine
- Igor Moskvychov

2 buts
- Benjamin Meurs
- Pasquale Cocco
- John De Bever
- Gabriele Caleca
- Gianni Faiola
- Oleg Bezuglyy
- Yuriy Usakovskyy

1 but
- Herman Beyers
- Marcel Claesen
- Stefan Goossens
- Youssef El Guir
- Antonio Sánchez García
- Julio García Mera
- Anouk Roest
- Eric Merk
- Hendrik Leatemia
- Andrea Fama
- Andrea Piccinini
- Massimo Riscino
- Arkadiy Belyy
- Temur Alekberov
- Serhiy Fedorenko

### Meilleur joueur
L'espanol Paulo Roberto est nommé golden player (joueur d'or) de la compétition. Né au Brésil, Paulo Roberto rejoint l'Espagne, patrie de son grand-père paternel, à la fin de l'année 1988. En 1991, il est naturalisé espagnol et trois ans plus tard, fait ses débuts internationaux. Lors de ce premier tournoi européen de futsal de l'UEFA, il marque dans les deux matches de groupes (victoire 2-1 sur la Belgique et nul 2-2 contre les Pays-Bas) et inscrit un doublé en demi-finale contre l'Italie (4-1). En finale face à la Russie, Paulo Roberto est à nouveau buteur.